# Kostel svatého Václava (Netolice)
Kostel svatého Václava v Netolicích je kulturní památka České republiky a filiální kostel římskokatolické farnosti Netolice. Na hřbitově, který přiléhá ke kostelu a který je zčásti obehnán ohradní zdí, je pomník obětem 1. světové války a dále pomník obětem 2. světové války.

## Historie
Kostel svatého Václava v Netolicích je raně gotický kostel, který byl ve 13. století postaven na místě, kde dříve stál románský kostelík. V roce 1475 byl kostel vypálen. První písemná zmínka o přilehlé kapli svatého Michaela pochází z roku 1592. V roce 1653 byly vestavěna zděná kruchta. V roce 1719 proběhla přestavba kostela, při které byla mj. provedena přestavba věže.

## Popis kostela
Kostel je jednolodní stavba, která má na severní straně přistavenou kapli svatého Michaela. Hlavní oltář pochází z roku 1729; jeho tvůrci jsou malíř a řezbář Jan Ferdinand Rupotz z Omleničky, truhlář F Lokenmayer z Netolic a štafír Fridrich Ferdinand Weisser; oltářní obraz s vyobrazením svatého Václava pochází z roku 1885 a namaloval jej J. Till. Na bočních oltářích jsou antependia ze 17. století.
Na pravé straně vstupu do kaple svatého Michala je zazděn náhrobník s nápisem „Sepultura prosapiae Benidkorum se Veverzi et Misletina 1608“ Na klenbě této kaple je obraz Madony okolo něhož jsou medailony s vyobrazením sv. Augustina, sv. Ambrože, sv. Jeronýma a sv. Řehoře. V medailonu svatého Řehoře je signatura malíře – „Joannes Christophorus Anneis den 17. Aug. 1729“.
Při kostele působí Literátské bratrstvo při kůru svatého Václava v Netolicích.